# Bazyliszek zwyczajny
Bazyliszek zwyczajny,  bazyliszek hełmiasty (Basiliscus basiliscus) – gatunek jaszczurki z rodziny hełmogwanowatych (Corytophanidae).

## Zasięg występowania
Ameryka Centralna i Południowa od południowej Nikaragui przez zachodnią i północną Kolumbię po północno-zachodnią Wenezuelę. Introdukowany w Gujanie i na Florydzie.

## Budowa ciała
Osiąga 80 cm długości całkowitej, z czego na ogon przypada 2/3. U bazyliszka zwyczajnego występuje wyraźny dymorfizm płciowy: samiec posiada zaokrąglony fałd skórny, w postaci hełmu, na głowie, grzebień skórny wzdłuż grzbietu, oraz łuskowate listewki na palcach tylnych kończyn. Grzebień ten składa się z dwóch części – wyższej tułowiowej i niższej ogonowej (na jego przedniej części). Wnikają do niego wyrostki ościste kręgów dzięki czemu jest on stale wzniesiony. Poza tym, samiec różni się od samicy bardziej jaskrawym, zielonym bądź brązowym, ubarwieniem i czarnymi poprzecznymi pręgami na tułowiu.

## Biologia i ekologia
Prowadzi nadrzewny tryb życia. Samce zazwyczaj towarzyszą samicom. Żywi się głównie różnymi stawonogami. Jaja składa w jamkach w ziemi.